# تومي سبايدر كيلي
تومي سبايدر كيلي (بالإنجليزية: Tommy Spider Kelly)‏ مواليد 06 سبتمبر 1867 في نيويورك، مانهاتن، الولايات المتحدة - الوفاة 4 يناير 1927 في نيويورك، مانهاتن، الولايات المتحدة، كان ملاكم محترف أمريكي صنّف ضمن فئة وزن الديك.

## إحصائيات
خاض خلال مسيرته 51 نزالا، فاز في 37 وتعادل في 6 وخسر في 7. فاز بالضربة القاضية في 17 نزالا.

## روابط خارجية
- تومي سبايدر كيلي على موقع بوكس ريك (الإنجليزية) (registration required)